# Quận Wayne, Georgia
Quận Wayne là một quận trong tiểu bang Georgia, Hoa Kỳ. Quận lỵ đóng ở thành phố Jesup 6. Theo điều tra dân số năm 2000 của Cục điều tra dân số Hoa Kỳ, quận có dân số 26.565 người 2. Ước tính dân số năm 2007 là 29.046 người.